# Evangelische Kirche (Reichenberg)

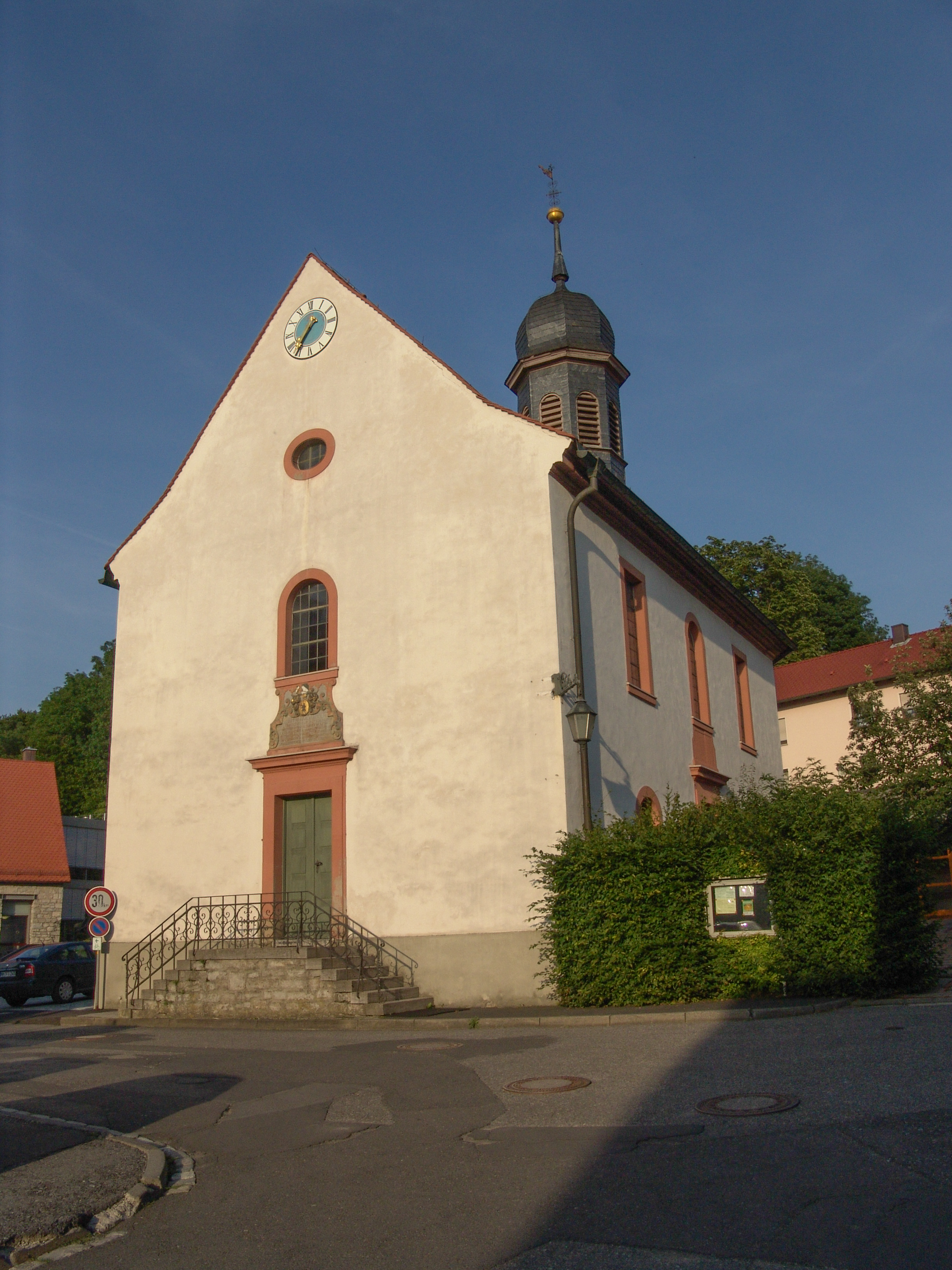
Evangelische Kirche in Reichenberg

Die denkmalgeschützte, evangelisch-lutherische Pfarrkirche Reichenberg steht in Reichenberg, einem Markt im Landkreis Würzburg (Unterfranken, Bayern). Die Kirche ist unter der Denkmalnummer D-6-79-176-4 als Baudenkmal in der Bayerischen Denkmalliste eingetragen. Die Pfarrei gehört zum Dekanat Würzburg im Kirchenkreis Ansbach-Würzburg der Evangelisch-Lutherischen Kirche in Bayern.

## Beschreibung
Die Saalkirche wurde 1733 erbaut. Sie besteht aus einem im Osten dreiseitig geschlossenen Langhaus, aus dessen Satteldach sich im Osten ein achteckiger, schiefergedeckter, mit einer Zwiebelhaube bedeckter Dachreiter erhebt, hinter dessen Klangarkaden sich der Glockenstuhl befindet. Zur Kirchenausstattung gehört ein Kanzelaltar aus der Bauzeit. In den Orgelprospekt der von Johann Rudolph Voit 1733 gebauten Orgel wurde 1902 von G. F. Steinmeyer & Co. die Orgel mit 9 Registern, einem Manual und einem Pedal eingebaut.